# Governador da Cidade do Vaticano

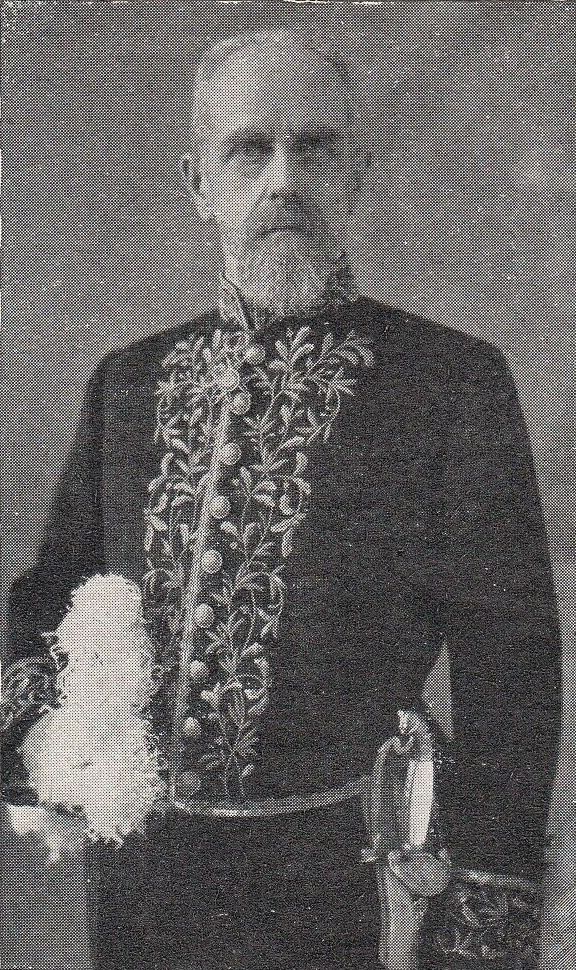
Governador Camillo Serafini, 1930

O cargo de Governador do Estado da Cidade do Vaticano (em italiano: Governatore dello Stato della Città del Vaticano) foi mantido pelo marquês Camillo Serafini desde a fundação do estado em 1929 até sua morte em 1952. Após seu falecimento, nenhum sucessor foi nomeado, e o cargo em si não foi mencionado na Lei Fundamental do Estado da Cidade do Vaticano, promulgada pelo Papa João Paulo II em 26 de novembro de 2000 e que entrou em vigor em 22 de fevereiro de 2001.
Mesmo durante o mandato de Serafini, os poderes do governador foram limitados pelo Papa Pio XII em 1939, com a criação da Pontifícia Comissão para o Estado da Cidade do Vaticano — composta por vários cardeais, inicialmente três, mas posteriormente aumentados para sete. O presidente da comissão pontifícia passou a exercer as funções anteriormente atribuídas ao governador desde 1952, e também detém o título de Presidente do Governatorato do Estado da Cidade do Vaticano desde 2001.